# Effusione

Immagine che mostra la differenza fra l'effusione e la diffusione: a sinistra viene mostrata l'effusione, mentre a destra si nota la diffusione attraverso un foro il cui diametro consente il flusso simultaneo di più particelle.

In chimica fisica, l'effusione è il processo tramite il quale le molecole gassose attraversano un foro sottile senza collidere fra loro. Ciò avviene quando il diametro del foro è considerevolmente più piccolo del cammino libero medio delle molecole. Questo fenomeno è governato dalla legge di Graham, che afferma che le velocità di effusione di due gas diversi sono inversamente proporzionali ai loro rispettivi pesi molecolari:
{\displaystyle {{\mbox{V}}_{1} \over {\mbox{V}}_{2}}={\sqrt {M_{2} \over M_{1}}}}
L'effusione può essere sfruttata per separare composti chimici formati da isotopi diversi di uno stesso elemento. Classico esempio è quello rappresentato dalla separazione dell'isotopo 235 dell'uranio dall'isotopo 238 facendo passare l'esafluoruro di uranio attraverso un setto poroso, processo utile per l'arricchimento dell'uranio. L'effusione viene inoltre utilizzata nel metodo Knudsen per la determinazione della pressione di vapore delle sostanze.

## Flusso molecolare
Il flusso di molecole che attraversano il foro corrisponde al numero di molecole che collidono l'unità di area ogni secondo. Partendo da questo assunto, il flusso risulta essere espresso dall'equazione
{\displaystyle \Phi ={\frac {1}{4}}n\langle v\rangle }
dove {\displaystyle n} è il numero di molecole per unità di volume e {\displaystyle \langle v\rangle } è la velocità media delle molecole. Usando la legge dei gas perfetti nella forma {\displaystyle p=nk_{B}T} è possibile ricavare {\displaystyle n}, mentre il valore atteso della velocità media è fornito dalla distribuzione di Maxwell-Boltzmann e consiste in
{\displaystyle \langle v\rangle ={\sqrt {\frac {8k_{B}T}{\pi m}}}}
ricordando che {\displaystyle k_{B}} è la costante di Boltzmann, {\displaystyle T} la temperatura assoluta ed {\displaystyle m} la massa. Quindi, esplicitando adesso l'equazione iniziale che esprime il flusso molecolare, si ottiene infine
{\displaystyle \Phi ={\frac {p}{\sqrt {2\pi mk_{B}T}}}}
dove si evince, ad una data temperatura, che il flusso è direttamente proporzionale alla pressione e inversamente proporzionale alla radice quadrata della massa delle molecole.
Una considerazione importante da notare, legata al fatto che le molecole più veloci hanno una probabilità maggiore di raggiungere il foro rispetto a quelle più lente, consiste nel valore di velocità media più elevato posseduto dalle molecole che effondono rispetto a quelle che restano rinchiuse.